# Cap Royds
Le cap Royds est un cap rocheux de couleur sombre formant l'extrémité occidentale de l'île de Ross, en Antarctique.

## Géographie

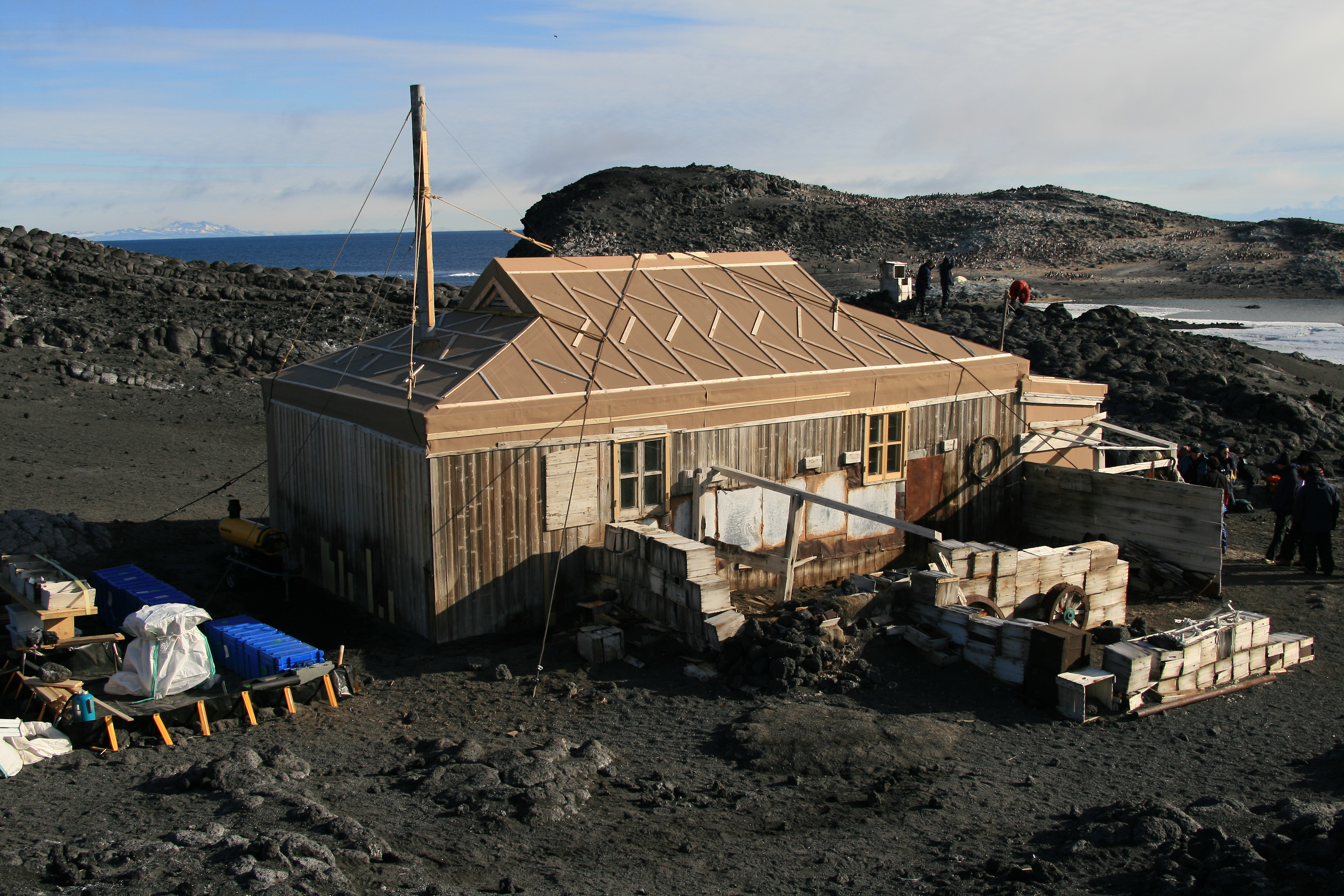
L'abri du cap Royds, en partie restauré.

Baigné au nord, à l'ouest et au sud par le détroit de McMurdo, il est entouré au nord par la baie Wohlschlag, à l'est par le mont Erebus, au sud par le cap Evans et la baie Erebus.

## Histoire
Le cap Royds fut découvert au cours de l'expédition Discovery (1901-1904) et baptisé d'après Charles W.R. Royds, le météorologue de l'expédition et lieutenant de la Royal Navy. Ce cap a servi de camp de base à l'équipe de l'expédition Nimrod (1907-1909). La cabane construite en février 1908 est classée comme monument historique de l'Antarctique.